# Drilonereis falcata
Drilonereis falcata är en ringmaskart som beskrevs av Moore 1911. Drilonereis falcata ingår i släktet Drilonereis och familjen Oenonidae.
Artens utbredningsområde är Mexikanska golfen.

## Underarter
Arten delas in i följande underarter:
- D. f. japonica
- D. f. minor